# Рашко Атанасов
Рашко Атанасов Атанасов е български военен деец, генерал-майор, вътрешен министър през 1935 г. и председател на Българския олимпийски комитет (БОК) в периода 1941 – 1944 г.

## Биография
Рашко Атанасов е роден на 13 август (25 август нов стил) 1885 г. в Търново. Постъпва на военна служба на 8 септември 1900 година. На 2 август 1905 година завършва Военното училище в София, произведен е в чин подпоручик и изпратен в 5-а пионерна дружина – В Търново. От 6 март 1909 до 7 юни 1910 година е в запас. След закриването на дивизионните дружини през 1909 и вливането на 5-а пионерна дружина в 3-та пионерна дружина-Шумен, е младши офицер в нея.
В началото на Балканската война (1912 – 1913) е и назначен за адютант-ковчежник на ново сформираната 9-а пионерна дружина (мобилизационна, за нуждите на 9 пехотна Плевенска дивизия) и после е командир на рота от 2-ра сборна дружина, а през Първата световна война (1915 – 1918) е командир на дружина в 50-и пехотен полк и старши адютант в 5-а пехотна дунавска дивизия. През 1921 г. завършва Военната академия, след което преподава във Военното училище (1921 – 1923). Председател е на историческата комисия към щаба на армията. През следващите години съгласно височайша заповед №31 от 12 август 1924 е командир на 18-а пехотна етърска дружина (13 септември 1924 – 15 октомври 1927), от 1927 служи във Военното училище след което е началник-щаб на Шеста пехотна бдинска дивизия (1928 – 1930), от 1930 г. служи в 5-и пограничен сектор, през 1931 година е началник-щаб на 1-ва военно-инспекционна област, след което началник на Школата за запасни офицери (1931 – 1934).
След Деветнадесетомайския преврат през 1934 г. Атанасов е прехвърлен на служба в Щаба на армията, като началник отдел, за която служба през същата година е награден с  орден „Св. Александър“ II степен.. В началото на 1935 г. е повишен в генерал-майор и назначен за инспектор на пехотата. Същата година е назначен на длъжност офицер за поръчки при кабинета на министъра, а от април до ноември е министър на вътрешните работи и народното здраве в правителството на Андрей Тошев. През 1935 г. е награден с орден „Св. Александър“ II степен.
През 1935 г. Рашко Атанасов се уволнява в армията и през следващите години се занимава със спортна дейност. Той е председател на съюз „Юнак“ от 1935 до 1940 г. и председател на БОК от 1941 г. Заради Втората световна война през този период не са провеждани олимпийски игри. След Деветосептемврийския преврат през 1944 г. БОК прекратява дейността си.
Рашко Атанасов е осъден е на смърт от Народния съд, заедно с останалите народни представители от XXV обикновено народно събрание и разстрелян на 1 февруари 1945 г. Присъдата е отменена с Решение №243 от 1996 г. на Върховния съд.

## Семейство
Генерал-майор Рашко Атанасов е женен и има 2 деца.

## Военни звания
- Подпоручик (2 август 1905)
- Поручик (15 октомври 1908)
- Капитан (1 ноември 1913)
- Майор (16 септември 1917)
- Подполковник (28 август 1920)
- Полковник (1928)
- Генерал-майор (1935)

## Награди
- Народен орден „За военна заслуга“ V степен (1913)
- Военен орден „За храброст“ IV степен, 2-ри клас (1914)
- Военен орден „За храброст“ IV степен, 1-ви клас (1917)
- Орден „Св. Александър“ III степен (1934)
- Орден „Св. Александър“ II степен (1935)

### Чуждестранни
- Орден „Железен кръст“ II степен, Германска империя (1917)
- Орден „Железен полумесец“, Османска империя (1918)